# A Forbes magazin milliárdoslistája
A Forbes magazin minden évben összeállítja a világ leggazdagabb embereinek listáját. A Forbes magazin milliárdoslistája szócikk ezeket az évenkénti listákat mutatja be 2000-től 2024-ig. A vagyonok nagysága amerikai dollárban van megadva. A vagyonok becsült értékek, és akár naponta is változhatnak az árfolyam-ingadozások és a tőzsde változásai miatt.
Az elmúlt 30 évből 18-ban a Microsoft alapítója, Bill Gates volt a világ leggazdagabb embere, míg 2018 és 2022 között sorozatban négy évben az Amazon-alapító Jeff Bezos volt, aki ezek mellett az első ember a listán, akinek vagyona átlépte a 100 milliárd dollárt. Ezt követően, a Twitter 2022 áprilisi megvásárlásáig a világ leggazdagabb embere Elon Musk, a Tesla és a SpaceX cégek alapítója volt. Musk volt az első ember, akinek vagyona több mint 200 milliárd dollárt tett ki.
2023 áprilisában 211 milliárdos nettó vagyonával az LVMH Moët Hennessy Louis Vuitton elnöke, Bernard Arnault és családja voltak a világ leggazdagabbjai, ezzel ők lettek az első európaiak, akik elfoglalták a lista első helyét. Két évet töltöttek az élen, mielőtt Musk visszavette az első helyet 2025-ben több, mint 300 milliárd dolláros vagyonával.
2024-ben Péterffy Tamáson (34 milliárd dollár), Simonyi Károlyon (7,3 milliárd dollár) és Soros Györgyön (6,7 milliárd dollár) kívül már öt magyarországi magyar dollármilliárdos volt a milliárdoslistán, melyre hazai dollármilliárdosként Csányi Sándor került fel először 2015-ben. A 2024-es listán Mészáros Lőrinc 1,7 milliárd dolláros, Csányi 1,6 milliárd dolláros, Felcsuti Zsolt 1,3 milliárd dolláros, Gattyán György 1,1 milliárd dolláros és Veres Tibor 1,1 milliárd dolláros vagyonnal szerepelt.

## Statisztika
| Év   | Milliárdosok száma | Vagyonuk összesen |
| ---- | ------------------ | ----------------- |
| 2025 | 3028               | $16,1 billió      |
| 2024 | 2781               | $14,2 billió      |
| 2023 | 2640               | $12,2 billió      |
| 2022 | 2668               | $12,7 billió      |
| 2021 | 2755               | $13,1 billió      |
| 2020 | 2095               | $8,0 billió       |
| 2019 | 2153               | $8,7 billió       |
| 2018 | 2208               | $9,1 billió       |
| 2017 | 2043               | $7,7 billió       |
| 2016 | 1810               | $6,5 billió       |
| 2015 | 1826               | $7,05 billió      |
| 2014 | 1645               | $6,4 billió       |
| 2013 | 1426               | $5,4 billió       |
| 2012 | 1226               | $4,6 billió       |
| 2011 | 1210               | $4,5 billió       |
| 2010 | 1011               | $3,6 billió       |
| 2009 | 793                | $2,4 billió       |
| 2008 | 1125               | $4,4 billió       |
| 2007 | 946                | $3,5 billió       |
| 2006 | 793                | $2,6 billió       |
| 2005 | 691                | $2,2 billió       |
| 2004 | 587                | $1,9 billió       |
| 2003 | 476                | $1,4 billió       |
| 2002 | 497                | $1,5 billió       |
| 2001 | 538                | $1,8 billió       |
| 2000 | 470                | $898 milliárd     |

Forrás: Forbes.

## A lista

### Jelmagyarázat
| Ikon            | Leírás                                 |
| --------------- | -------------------------------------- |
| Állandó         | A helyezése a rangsorban nem változott |
| Növekedés       | A helyezése a rangsorban emelkedett    |
| Csökkenés       | A helyezése a rangsorban csökkent      |
| Forrás: Forbes. |                                        |

### 2025
| Helyezés | Név                         | Vagyon (USD)  | Életkor | Állampolgársága | A vagyon forrása   |
| -------- | --------------------------- | ------------- | ------- | --------------- | ------------------ |
| 1        | Elon Musk                   | $342 milliárd | 53      | USA/ ZAF/ CAN   | Tesla, SpaceX      |
| 2        | Mark Zuckerberg             | $216 milliárd | 40      | USA             | Meta Platforms     |
| 3        | Jeff Bezos                  | $215 milliárd | 61      | USA             | Amazon             |
| 4        | Larry Ellison               | $192 milliárd | 80      | USA             | Oracle Corporation |
| 5        | Bernard Arnault és családja | $178 milliárd | 76      | FRA             | LVMH               |
| 6        | Warren Buffett              | $154 milliárd | 94      | USA             | Berkshire Hathaway |
| 7        | Larry Page                  | $144 milliárd | 52      | USA             | Google             |
| 8        | Sergey Brin                 | $138 milliárd | 51      | USA             | Google             |
| 9        | Amancio Ortega              | $124 milliárd | 89      | Spanyolország   | Inditex, Zara      |
| 10       | Steve Ballmer               | $118 milliárd | 69      | USA             | Microsoft          |

### 2024
| Helyezés | Név                         | Vagyon (USD)  | Életkor | Állampolgársága | A vagyon forrása    |
| -------- | --------------------------- | ------------- | ------- | --------------- | ------------------- |
| 1        | Bernard Arnault és családja | $233 milliárd | 75      | FRA             | LVMH                |
| 2        | Elon Musk                   | $195 milliárd | 52      | USA/ ZAF/ CAN   | Tesla, SpaceX       |
| 3        | Jeff Bezos                  | $194 milliárd | 60      | USA             | Amazon              |
| 4        | Mark Zuckerberg             | $177 milliárd | 39      | USA             | Meta Platforms      |
| 5        | Larry Ellison               | $141 milliárd | 79      | USA             | Oracle Corporation  |
| 6        | Warren Buffett              | $133 milliárd | 93      | USA             | Berkshire Hathaway  |
| 7        | Bill Gates                  | $128 milliárd | 68      | USA             | Microsoft           |
| 8        | Steve Ballmer               | $121 milliárd | 68      | USA             | Microsoft           |
| 9        | Mukesh Ambani               | $116 milliárd | 65      | India           | Reliance Industries |
| 10       | Larry Page                  | $114 milliárd | 51      | USA             | Google              |

### 2023
| Helyezés | Név                         | Vagyon (USD)   | Életkor | Állampolgársága | A vagyon forrása    |
| -------- | --------------------------- | -------------- | ------- | --------------- | ------------------- |
| 1        | Bernard Arnault és családja | $211 milliárd  | 74      | FRA             | LVMH                |
| 2        | Elon Musk                   | $180 milliárd  | 51      | USA/ ZAF/ CAN   | Tesla, SpaceX       |
| 3        | Jeff Bezos                  | $114 milliárd  | 59      | USA             | Amazon              |
| 4        | Larry Ellison               | $107 milliárd  | 78      | USA             | Oracle Corporation  |
| 5        | Warren Buffett              | $106 milliárd  | 92      | USA             | Berkshire Hathaway  |
| 6        | Bill Gates                  | $104 milliárd  | 67      | USA             | Microsoft           |
| 7        | Michael Bloomberg           | $94,5 milliárd | 81      | USA             | Bloomberg LP        |
| 8        | Carlos Slim és családja     | $93 milliárd   | 83      | Mexikó          | Telecom             |
| 9        | Mukesh Ambani               | $83,4 milliárd | 65      | India           | Reliance Industries |
| 10       | Steve Ballmer               | $80,7 milliárd | 67      | USA             | Microsoft           |

### 2022
| Helyezés | Név                         | Vagyon (USD)   | Életkor | Állampolgársága | A vagyon forrása    |
| -------- | --------------------------- | -------------- | ------- | --------------- | ------------------- |
| 1        | Elon Musk                   | $219 milliárd  | 50      | USA/ ZAF/ CAN   | Tesla, SpaceX       |
| 2        | Jeff Bezos                  | $177 milliárd  | 58      | USA             | Amazon              |
| 3        | Bernard Arnault és családja | $158 milliárd  | 73      | FRA             | LVMH                |
| 4        | Bill Gates                  | $129 milliárd  | 66      | USA             | Microsoft           |
| 5        | Warren Buffett              | $118 milliárd  | 91      | USA             | Berkshire Hathaway  |
| 6        | Larry Page                  | $111 milliárd  | 49      | USA             | Alphabet Inc.       |
| 7        | Sergey Brin                 | $107 milliárd  | 48      | USA             | Alphabet Inc.       |
| 8        | Larry Ellison               | $106 milliárd  | 77      | USA             | Oracle Corporation  |
| 9        | Steve Ballmer               | $91.4 milliárd | 66      | USA             | Microsoft           |
| 10       | Mukesh Ambani               | $90.7 milliárd | 64      | India           | Reliance Industries |

### 2021
| Helyezés | Név                         | Vagyon (USD)   | Életkor | Állampolgársága | A vagyon forrása    |
| -------- | --------------------------- | -------------- | ------- | --------------- | ------------------- |
| 1        | Jeff Bezos                  | $177 milliárd  | 57      | USA             | Amazon              |
| 2        | Elon Musk                   | $151 milliárd  | 49      | USA/ ZAF/ CAN   | Tesla, SpaceX       |
| 3        | Bernard Arnault és családja | $150 milliárd  | 72      | FRA             | LVMH                |
| 4        | Bill Gates                  | $124 milliárd  | 65      | USA             | Microsoft           |
| 5        | Mark Zuckerberg             | $97 milliárd   | 36      | USA             | Facebook, Inc.      |
| 6        | Warren Buffett              | $96 milliárd   | 90      | USA             | Berkshire Hathaway  |
| 7        | Larry Ellison               | $93 milliárd   | 76      | USA             | Oracle Corporation  |
| 8        | Larry Page                  | $91.5 milliárd | 48      | USA             | Alphabet Inc.       |
| 9        | Sergey Brin                 | $89 milliárd   | 47      | USA             | Alphabet Inc.       |
| 10       | Mukesh Ambani               | $84.5 milliárd | 63      | India           | Reliance Industries |

### 2020
| Helyezés | Név                         | Vagyon (USD)   | Életkor | Állampolgársága | A vagyon forrása   |
| -------- | --------------------------- | -------------- | ------- | --------------- | ------------------ |
| 1        | Jeff Bezos                  | $113 milliárd  | 56      | USA             | Amazon             |
| 2        | Bill Gates                  | $98 milliárd   | 64      | USA             | Microsoft          |
| 3        | Bernard Arnault és családja | $76 milliárd   | 71      | FRA             | LVMH               |
| 4        | Warren Buffett              | $67.5 milliárd | 89      | USA             | Berkshire Hathaway |
| 5        | Larry Ellison               | $59 milliárd   | 75      | USA             | Oracle Corporation |
| 6        | Amancio Ortega              | $55.1 milliárd | 84      | ESP             | Inditex, Zara      |
| 7        | Mark Zuckerberg             | $54.7 milliárd | 35      | USA             | Facebook           |
| 8        | Jim Walton                  | $54.6 milliárd | 71      | USA             | Walmart            |
| 9        | Alice Walton                | $54.4 milliárd | 70      | USA             | Walmart            |
| 10       | S. Robson Walton            | $54.1 milliárd | 77      | USA             | Walmart            |

### 2019
| Helyezés | Név               | Vagyon (USD)   | Életkor | Állampolgársága | A vagyon forrása           |
| -------- | ----------------- | -------------- | ------- | --------------- | -------------------------- |
| 1        | Jeff Bezos        | $131 milliárd  | 55      | USA             | Amazon                     |
| 2        | Bill Gates        | $96.5 milliárd | 63      | USA             | Microsoft                  |
| 3        | Warren Buffett    | $82.5 milliárd | 88      | USA             | Berkshire Hathaway         |
| 4        | Bernard Arnault   | $76 milliárd   | 70      | FRA             | LVMH                       |
| 5        | Carlos Slim       | $64 milliárd   | 79      | MEX             | América Móvil, Grupo Carso |
| 6        | Amancio Ortega    | $62.7 milliárd | 82      | ESP             | Inditex, Zara              |
| 7        | Larry Ellison     | $62.5 milliárd | 74      | USA             | Oracle Corporation         |
| 8        | Mark Zuckerberg   | $62.3 milliárd | 34      | USA             | Facebook                   |
| 9        | Michael Bloomberg | $55.5 milliárd | 77      | USA             | Bloomberg L.P.             |
| 10       | Larry Page        | $50.8 milliárd | 45      | USA             | Alphabet Inc.              |

### 2018
| Helyezés | Név             | Vagyon (USD)   | Életkor | Állampolgársága | A vagyon forrása           |
| -------- | --------------- | -------------- | ------- | --------------- | -------------------------- |
| 1        | Jeff Bezos      | $112 milliárd  | 54      | USA             | Amazon                     |
| 2        | Bill Gates      | $90 milliárd   | 62      | USA             | Microsoft                  |
| 3        | Warren Buffett  | $84 milliárd   | 87      | USA             | Berkshire Hathaway         |
| 4        | Bernard Arnault | $72 milliárd   | 69      | FRA             | LVMH                       |
| 5        | Mark Zuckerberg | $71 milliárd   | 33      | USA             | Facebook                   |
| 6        | Amancio Ortega  | $70 milliárd   | 81      | ESP             | Inditex, Zara              |
| 7        | Carlos Slim     | $67.1 milliárd | 78      | MEX             | América Móvil, Grupo Carso |
| 8        | Charles Koch    | $60 milliárd   | 82      | USA             | Koch Industries            |
| 8        | David Koch      | $60 milliárd   | 77      | USA             | Koch Industries            |
| 10       | Larry Ellison   | $58.5 milliárd | 73      | USA             | Oracle Corporation         |

### 2017
| Helyezés | Név               | Vagyon (USD)   | Életkor | Állampolgársága | A vagyon forrása           |
| -------- | ----------------- | -------------- | ------- | --------------- | -------------------------- |
| 1        | Bill Gates        | $86.0 milliárd | 61      | USA             | Microsoft                  |
| 2        | Warren Buffett    | $75.6 milliárd | 86      | USA             | Berkshire Hathaway         |
| 3        | Jeff Bezos        | $72.8 milliárd | 53      | USA             | Amazon                     |
| 4        | Amancio Ortega    | $71.3 milliárd | 80      | ESP             | Inditex, Zara              |
| 5        | Mark Zuckerberg   | $56.0 milliárd | 32      | USA             | Facebook                   |
| 6        | Carlos Slim       | $54.5 milliárd | 77      | MEX             | América Móvil, Grupo Carso |
| 7        | Larry Ellison     | $52.2 milliárd | 72      | USA             | Oracle Corporation         |
| 8        | Charles Koch      | $48.3 milliárd | 81      | USA             | Koch Industries            |
| 8        | David Koch        | $48.3 milliárd | 76      | USA             | Koch Industries            |
| 10       | Michael Bloomberg | $47.5 milliárd | 75      | USA             | Bloomberg L.P.             |

### 2016
| Helyezés | Név               | Vagyon (USD)   | Életkor | Állampolgársága | A vagyon forrása           |
| -------- | ----------------- | -------------- | ------- | --------------- | -------------------------- |
| 1        | Bill Gates        | $75.0 milliárd | 60      | USA             | Microsoft                  |
| 2        | Amancio Ortega    | $67.0 milliárd | 79      | ESP             | Inditex                    |
| 3        | Warren Buffett    | $60.8 milliárd | 85      | USA             | Berkshire Hathaway         |
| 4        | Carlos Slim       | $50.0 milliárd | 76      | MEX             | América Móvil, Grupo Carso |
| 5        | Jeff Bezos        | $45.2 milliárd | 52      | USA             | Amazon                     |
| 6        | Mark Zuckerberg   | $44.6 milliárd | 31      | USA             | Facebook                   |
| 7        | Larry Ellison     | $43.6 milliárd | 71      | USA             | Oracle Corporation         |
| 8        | Michael Bloomberg | $40.0 milliárd | 74      | USA             | Bloomberg L.P.             |
| 9        | Charles Koch      | $39.6 milliárd | 80      | USA             | Koch Industries            |
| 9        | David Koch        | $39.6 milliárd | 75      | USA             | Koch Industries            |

### 2015
| Helyezés | Név                        | Vagyon (USD)   | Életkor | Állampolgársága | A vagyon forrása                   |
| -------- | -------------------------- | -------------- | ------- | --------------- | ---------------------------------- |
| 1        | Bill Gates                 | $79 milliárd   | 59      | USA             | Microsoft                          |
| 2        | Carlos Slim és családja    | $74,6 milliárd | 74      | MEX             | Telmex, América Móvil, Grupo Carso |
| 3        | Warren Buffett             | $73,0 milliárd | 84      | USA             | Berkshire Hathaway                 |
| 4        | Amancio Ortega             | $63,4 milliárd | 78      | ESP             | Inditex Group                      |
| 5        | Larry Ellison              | $54,2 milliárd | 70      | USA             | Oracle Corporation                 |
| 6        | Christy Walton és családja | $42,2 milliárd | 59-60   | USA             | Wal-Mart                           |
| 7        | Charles Koch               | $41,3 milliárd | 79      | USA             | Koch Industries                    |
| 8        | David Koch                 | $41,3 milliárd | 74      | USA             | Koch Industries                    |
| 9        | Jim Walton                 | $41,3 milliárd | 66      | USA             | Wal-Mart                           |
| 10       | Alice Walton               | $39,9 milliárd | 65      | USA             | Wal-Mart                           |

### 2014
| Helyezés | Név                        | Vagyon (USD)   | Életkor | Állampolgársága | A vagyon forrása                   |
| -------- | -------------------------- | -------------- | ------- | --------------- | ---------------------------------- |
| 1        | Bill Gates                 | $76,0 milliárd | 58      | USA             | Microsoft                          |
| 2        | Carlos Slim és családja    | $72,0 milliárd | 74      | MEX             | Telmex, América Móvil, Grupo Carso |
| 3        | Amancio Ortega             | $64,0 milliárd | 77      | ESP             | Inditex Group                      |
| 4        | Warren Buffett             | $58,2 milliárd | 83      | USA             | Berkshire Hathaway                 |
| 5        | Larry Ellison              | $48,0 milliárd | 69      | USA             | Oracle Corporation                 |
| 6        | Charles Koch               | $40,0 milliárd | 78      | USA             | Koch Industries                    |
| 6        | David Koch                 | $40,0 milliárd | 73      | USA             | Koch Industries                    |
| 8        | Sheldon Adelson            | $38,0 milliárd | 80      | USA             | Las Vegas Sands                    |
| 9        | Christy Walton és családja | $36,7 milliárd | 59      | USA             | Wal-Mart                           |
| 10       | Jim Walton                 | $34,7 milliárd | 66      | USA             | Wal-Mart                           |

### 2013
| Helyezés | Név                 | Vagyon (USD)   | Életkor | Állampolgársága | A vagyon forrása                   |
| -------- | ------------------- | -------------- | ------- | --------------- | ---------------------------------- |
| 1        | Carlos Slim         | $73,0 milliárd | 73      | MEX             | Telmex, América Móvil, Grupo Carso |
| 2        | Bill Gates          | $67,0 milliárd | 57      | USA             | Microsoft                          |
| 3        | Amancio Ortega      | $57,0 milliárd | 76      | ESP             | Inditex Group                      |
| 4        | Warren Buffett      | $53,5 milliárd | 82      | USA             | Berkshire Hathaway                 |
| 5        | Larry Ellison       | $43,0 milliárd | 68      | USA             | Oracle Corporation                 |
| 6        | Charles Koch        | $34,0 milliárd | 77      | USA             | Koch Industries                    |
| 7        | David Koch          | $34,0 milliárd | 72      | USA             | Koch Industries                    |
| 8        | Li Ka-shing         | $31,0 milliárd | 84      | HKG/ CAN        | Cheung Kong Holdings               |
| 9        | Liliane Bettencourt | $30,0 milliárd | 90      | FRA             | L’Oréal                            |
| 10       | Bernard Arnault     | $29,0 milliárd | 63      | FRA             | LVMH Moët Hennessy • Louis Vuitton |

### 2012
| Helyezés | Név             | Vagyon (USD)   | Életkor | Állampolgársága | A vagyon forrása                   |
| -------- | --------------- | -------------- | ------- | --------------- | ---------------------------------- |
| 1        | Carlos Slim     | $69,0 milliárd | 72      | MEX             | Telmex, América Móvil, Grupo Carso |
| 2        | Bill Gates      | $61,0 milliárd | 56      | USA             | Microsoft                          |
| 3        | Warren Buffett  | $44,0 milliárd | 81      | USA             | Berkshire Hathaway                 |
| 4        | Bernard Arnault | $41,0 milliárd | 63      | FRA             | LVMH Moët Hennessy • Louis Vuitton |
| 5        | Amancio Ortega  | $37,5 milliárd | 75      | ESP             | Inditex Group                      |
| 6        | Larry Ellison   | $36,0 milliárd | 67      | USA             | Oracle Corporation                 |
| 7        | Eike Batista    | $30,0 milliárd | 55      | BRA             | EBX Group                          |
| 8        | Stefan Persson  | $26,0 milliárd | 64      | SWE             | H&M                                |
| 9        | Li Ka-shing     | $25,5 milliárd | 83      | HKG/ CAN        | Cheung Kong Holdings               |
| 10       | Karl Albrecht   | $25,4 milliárd | 92      | GER             | Aldi Süd                           |

### 2011
| Helyezés | Név             | Vagyon (USD)   | Életkor | Állampolgársága | A vagyon forrása                   |
| -------- | --------------- | -------------- | ------- | --------------- | ---------------------------------- |
| 1        | Carlos Slim     | $74,0 milliárd | 71      | MEX             | Telmex, América Móvil, Grupo Carso |
| 2        | Bill Gates      | $56,0 milliárd | 55      | USA             | Microsoft                          |
| 3        | Warren Buffett  | $50,0 milliárd | 80      | USA             | Berkshire Hathaway                 |
| 4        | Bernard Arnault | $41,0 milliárd | 62      | FRA             | LVMH Moët Hennessy • Louis Vuitton |
| 5        | Larry Ellison   | $39,5 milliárd | 66      | USA             | Oracle Corporation                 |
| 6        | Lakshmi Mittal  | $31,1 milliárd | 60      | IND             | Arcelor Mittal                     |
| 7        | Amancio Ortega  | $31,0 milliárd | 74      | ESP             | Inditex Group                      |
| 8        | Eike Batista    | $30,0 milliárd | 53      | BRA             | EBX Group                          |
| 9        | Mukesh Ambani   | $27,0 milliárd | 53      | IND             | Reliance Industries                |
| 10       | Christy Walton  | $26,5 milliárd | 55      | USA             | Walmart                            |

### 2010
| Helyezés | Név             | Vagyon (USD)   | Életkor | Állampolgársága | A vagyon forrása                   |
| -------- | --------------- | -------------- | ------- | --------------- | ---------------------------------- |
| 1        | Carlos Slim     | $53,5 milliárd | 70      | MEX             | Telmex, América Móvil, Grupo Carso |
| 2        | Bill Gates      | $53,0 milliárd | 54      | USA             | Microsoft                          |
| 3        | Warren Buffett  | $47,0 milliárd | 79      | USA             | Berkshire Hathaway                 |
| 4        | Mukesh Ambani   | $29,0 milliárd | 53      | IND             | Reliance Industries                |
| 5        | Lakshmi Mittal  | $28,7 milliárd | 60      | IND             | Arcelor Mittal                     |
| 6        | Larry Ellison   | $28,0 milliárd | 66      | USA             | Oracle Corporation                 |
| 7        | Bernard Arnault | $27,5 milliárd | 61      | FRA             | LVMH Moët Hennessy • Louis Vuitton |
| 8        | Eike Batista    | $27,0 milliárd | 53      | BRA             | EBX Group                          |
| 9        | Amancio Ortega  | $25,0 milliárd | 74      | ESP             | Inditex Group                      |
| 10       | Karl Albrecht   | $23,5 milliárd | 90      | DEU             | Aldi Süd                           |

### 2009
| Helyezés | Név            | Vagyon (USD)   | Életkor | Állampolgársága | A vagyon forrása        |
| -------- | -------------- | -------------- | ------- | --------------- | ----------------------- |
| 1        | Bill Gates     | $40,0 milliárd | 53      | USA             | Microsoft               |
| 2        | Warren Buffett | $37,0 milliárd | 78      | USA             | Berkshire Hathaway      |
| 3        | Carlos Slim    | $35,0 milliárd | 69      | MEX             | Telmex, América Móvil   |
| 4        | Larry Ellison  | $22,5 milliárd | 64      | USA             | Oracle Corporation      |
| 5        | Ingvar Kamprad | $22,0 milliárd | 83      | SWE             | IKEA                    |
| 6        | Karl Albrecht  | $21,5 milliárd | 89      | DEU             | Aldi Süd                |
| 7        | Mukesh Ambani  | $19,5 milliárd | 51      | IND             | Reliance Industries     |
| 8        | Lakshmi Mittal | $19,3 milliárd | 58      | IND             | Arcelor Mittal          |
| 9        | Theo Albrecht  | $18,8 milliárd | 87      | DEU             | Aldi Nord, Trader Joe’s |
| 10       | Amancio Ortega | $18,3 milliárd | 73      | ESP             | Inditex Group           |

### 2008
| Helyezés | Név              | Vagyon (USD)   | Életkor | Állampolgársága | A vagyon forrása            |
| -------- | ---------------- | -------------- | ------- | --------------- | --------------------------- |
| 1        | Warren Buffett   | $62,0 milliárd | 77      | USA             | Berkshire Hathaway          |
| 2        | Carlos Slim      | $60,0 milliárd | 68      | MEX             | Telmex, América Móvil       |
| 3        | Bill Gates       | $58,0 milliárd | 52      | USA             | Microsoft                   |
| 4        | Lakshmi Mittal   | $45,0 milliárd | 57      | IND             | Arcelor Mittal              |
| 5        | Mukesh Ambani    | $43,0 milliárd | 50      | IND             | Reliance Industries         |
| 6        | Anil Ambani      | $42,0 milliárd | 48      | IND             | Anil Dhirubhai Ambani Group |
| 7        | Ingvar Kamprad   | $31,0 milliárd | 81      | SWE             | IKEA                        |
| 8        | Kushal Pal Singh | $30,0 milliárd | 76      | IND             | DLF Group                   |
| 9        | Oleg Deripaszka  | $28,0 milliárd | 40      | RUS             | Rusal                       |
| 10       | Karl Albrecht    | $18,3 milliárd | 88      | GER             | Aldi Süd                    |

### 2007
| Helyezés | Név             | Vagyon (USD)   | Életkor | Állampolgársága | A vagyon forrása                        |
| -------- | --------------- | -------------- | ------- | --------------- | --------------------------------------- |
| 1        | Bill Gates      | $56,0 milliárd | 51      | USA             | Microsoft                               |
| 2        | Warren Buffett  | $52,0 milliárd | 76      | USA             | Berkshire Hathaway                      |
| 3        | Carlos Slim     | $49,0 milliárd | 67      | MEX             | Telmex, América Móvil, Grupo Carso      |
| 4        | Ingvar Kamprad  | $33,0 milliárd | 80      | SWE             | IKEA                                    |
| 5        | Lakshmi Mittal  | $32,0 milliárd | 56      | IND             | Arcelor Mittal                          |
| 6        | Sheldon Adelson | $26,5 milliárd | 73      | USA             | Las Vegas Sands                         |
| 7        | Bernard Arnault | $26,0 milliárd | 58      | FRA             | LVMH                                    |
| 8        | Amancio Ortega  | $24,0 milliárd | 71      | ESP             | Inditex Group                           |
| 9        | Li Ka-shing     | $23,0 milliárd | 78      | HKG/ CAN        | Cheung Kong Holdings, Hutchison Whampoa |
| 10       | David Thomson   | $22,0 milliárd | 49      | CAN             | Thomson Corporation                     |

### 2006
| Helyezés | Név              | Vagyon (USD)   | Életkor | Állampolgársága | A vagyon forrása                     |
| -------- | ---------------- | -------------- | ------- | --------------- | ------------------------------------ |
| 1        | Bill Gates       | $52,0 milliárd | 50      | USA             | Microsoft                            |
| 2        | Warren Buffett   | $42,0 milliárd | 75      | USA             | Berkshire Hathaway                   |
| 3        | Carlos Slim      | $30,0 milliárd | 66      | MEX             | Telmex                               |
| 4        | Ingvar Kamprad   | $28,0 milliárd | 79      | SWE             | IKEA                                 |
| 5        | Lakshmi Mittal   | $23,5 milliárd | 55      | IND             | Mittal Steel Company                 |
| 6        | Paul Allen       | $22,0 milliárd | 53      | USA             | Microsoft                            |
| 7        | Bernard Arnault  | $21,5 milliárd | 57      | FRA             | LVMH Moët Hennessy • Louis Vuitton   |
| 8        | Prince Al-Waleed | $20,0 milliárd | 49      | SAU             | Kingdom Holding Company              |
| 9        | Kenneth Thomson  | $19,6 milliárd | 82      | CAN             | The Thomson Corporation              |
| 10       | Li Ka Shing      | $18,8 milliárd | 77      | HKG/ CAN        | Cheung Kong Group, Hutchison Whampoa |

### 2005
| Helyezés | Név              | Vagyon (USD)   | Életkor | Állampolgársága | A vagyon forrása        |
| -------- | ---------------- | -------------- | ------- | --------------- | ----------------------- |
| 1        | Bill Gates       | $46,5 milliárd | 49      | USA             | Microsoft               |
| 2        | Warren Buffett   | $44,0 milliárd | 74      | USA             | Berkshire Hathaway      |
| 3        | Lakshmi Mittal   | $25,0 milliárd | 54      | IND             | Mittal Steel Company    |
| 4        | Carlos Slim      | $23,8 milliárd | 65      | MEX             | Telmex                  |
| 5        | Prince Al-Waleed | $23,7 milliárd | 49      | SAU             | Kingdom Holding Company |
| 6        | Ingvar Kamprad   | $23,0 milliárd | 79      | SWE             | IKEA                    |
| 7        | Paul Allen       | $21,0 milliárd | 52      | USA             | Microsoft               |
| 8        | Karl Albrecht    | $18,5 milliárd | 85      | DEU             | Aldi Süd                |
| 9        | Larry Ellison    | $18,4 milliárd | 60      | USA             | Oracle Corporation      |
| 10       | S. Robson Walton | $18,3 milliárd | 61      | USA             | Walmart                 |

### 2004
| Helyezés | Név               | Vagyon (USD)   | Életkor | Állampolgársága | A vagyon forrása        |
| -------- | ----------------- | -------------- | ------- | --------------- | ----------------------- |
| 1        | Bill Gates        | $46,6 milliárd | 48      | USA             | Microsoft               |
| 2        | Warren Buffett    | $42,9 milliárd | 73      | USA             | Berkshire Hathaway      |
| 3        | Karl Albrecht     | $23,0 milliárd | 84      | DEU             | Aldi Süd                |
| 4        | Prince Al-Waleed  | $21,5 milliárd | 47      | SAU             | Kingdom Holding Company |
| 5        | Paul Allen        | $21,0 milliárd | 51      | USA             | Microsoft               |
| 6        | Alice Walton*     | $20,0 milliárd | 55      | USA             | Wal-Mart                |
| 7        | Helen Walton*     | $20,0 milliárd | 84      | USA             | Wal-Mart                |
| 8        | Jim Walton*       | $20,0 milliárd | 56      | USA             | Wal-Mart                |
| 9        | John Walton*      | $20,0 milliárd | 58      | USA             | Wal-Mart                |
| 10       | S. Robson Walton* | $20,0 milliárd | 60      | USA             | Wal-Mart                |

* A testvérek egyenlő arányban részesednek a Wal-Martból. Ha az alapító, Sam Walton még élt volna, ő lett volna az év leggazdagabb embere.

### 2003
| Helyezés | Név                   | Vagyon (USD)   | Életkor | Állampolgársága | A vagyon forrása        |
| -------- | --------------------- | -------------- | ------- | --------------- | ----------------------- |
| 1        | Bill Gates            | $40,7 milliárd | 47      | USA             | Microsoft               |
| 2        | Warren Buffett        | $30,5 milliárd | 72      | USA             | Berkshire Hathaway      |
| 3        | Karl és Theo Albrecht | $25,6 milliárd | 83      | DEU             | Aldi Süd                |
| 4        | Paul Allen            | $20,1 milliárd | 50      | USA             | Microsoft               |
| 5        | Prince Al-Waleed      | $17,7 milliárd | 46      | SAU             | Kingdom Holding Company |
| 6        | Larry Ellison         | $16,6 milliárd | 58      | USA             | Oracle Corporation      |
| 7        | Alice Walton*         | $16,5 milliárd | 54      | USA             | Wal-Mart                |
| 8        | Helen Walton*         | $16,5 milliárd | 83      | USA             | Wal-Mart                |
| 9        | Jim Walton*           | $16,5 milliárd | 55      | USA             | Wal-Mart                |
| 10       | John Walton*          | $16,5 milliárd | 57      | USA             | Wal-Mart                |
| 10       | S. Robson Walton*     | $16,5 milliárd | 59      | USA             | Wal-Mart                |

* A testvérek egyenlő arányban részesednek a Wal-Martból. Ha az alapító, Sam Walton még élt volna, ő lett volna az év leggazdagabb embere.

### 2002
| Helyezés | Név                   | Vagyon (USD)   | Életkor | Állampolgársága | A vagyon forrása   |
| -------- | --------------------- | -------------- | ------- | --------------- | ------------------ |
| 1        | Bill Gates            | $52,8 milliárd | 46      | USA             | Microsoft          |
| 2        | Warren Buffett        | $35,0 milliárd | 71      | USA             | Berkshire Hathaway |
| 3        | Karl és Theo Albrecht | $26,8 milliárd | 82      | DEU             | Aldi Süd           |
| 4        | Paul Allen            | $25,2 milliárd | 49      | USA             | Microsoft          |
| 5        | Larry Ellison         | $23,5 milliárd | 57      | USA             | Oracle Corporation |
| 6        | Jim Walton*           | $20,8 milliárd | 54      | USA             | Wal-Mart           |
| 7        | John Walton*          | $20,7 milliárd | 56      | USA             | Wal-Mart           |
| 8        | Alice Walton*         | $20,5 milliárd | 53      | USA             | Wal-Mart           |
| 9        | S. Robson Walton*     | $20,5 milliárd | 58      | USA             | Wal-Mart           |
| 10       | Helen Walton*         | $20,4 milliárd | 82      | USA             | Wal-Mart           |

* A testvérek egyenlő arányban részesednek a Wal-Martból. Ha az alapító, Sam Walton még élt volna, ő lett volna az év leggazdagabb embere.

### 2001
| Helyezés | Név                   | Vagyon (USD)   | Életkor | Állampolgársága | A vagyon forrása        |
| -------- | --------------------- | -------------- | ------- | --------------- | ----------------------- |
| 1        | Bill Gates            | $58,7 milliárd | 45      | USA             | Microsoft               |
| 2        | Warren Buffett        | $32,3 milliárd | 70      | USA             | Berkshire Hathaway      |
| 3        | Paul Allen            | $30,4 milliárd | 48      | USA             | Microsoft               |
| 4        | Larry Ellison         | $26,0 milliárd | 56      | USA             | Oracle Corporation      |
| 5        | Karl és Theo Albrecht | $25,0 milliárd | 81      | DEU             | Aldi                    |
| 6        | Prince Al-Waleed      | $20,0 milliárd | 44      | SAU             | Kingdom Holding Company |
| 7        | Jim Walton*           | $18,8 milliárd | 53      | USA             | Wal-Mart                |
| 8        | John Walton*          | $18,7 milliárd | 55      | USA             | Wal-Mart                |
| 9        | S. Robson Walton*     | $18,6 milliárd | 57      | USA             | Wal-Mart                |
| 10       | Alice Walton*         | $18,5 milliárd | 52      | USA             | Wal-Mart                |
| 10       | Helen Walton*         | $18,5 milliárd | 81      | USA             | Wal-Mart                |

* A testvérek egyenlő arányban részesednek a Wal-Martból. Ha az alapító, Sam Walton még élt volna, ő lett volna az év leggazdagabb embere.

### 2000
| Helyezés | Név                   | Vagyon (USD)   | Életkor | Állampolgársága | A vagyon forrása                  |
| -------- | --------------------- | -------------- | ------- | --------------- | --------------------------------- |
| 1        | Bill Gates            | $60,0 milliárd | 44      | USA             | Microsoft                         |
| 2        | Larry Ellison         | $47,0 milliárd | 55      | USA             | Oracle Corporation                |
| 3        | Paul Allen            | $28,0 milliárd | 47      | USA             | Microsoft                         |
| 4        | Warren Buffett        | $25,6 milliárd | 69      | USA             | Berkshire Hathaway                |
| 5        | Karl és Theo Albrecht | $20,0 milliárd | 80      | DEU             | Aldi                              |
| 6        | Prince Al-Waleed      | $20,0 milliárd | 43      | SAU             | Kingdom Holding Company           |
| 7        | S. Robson Walton      | $20,0 milliárd | 57      | USA             | Wal-Mart                          |
| 8        | Masayoshi Son         | $19,4 milliárd | 43      | JPN             | Softbank Capital, SoftBank Mobile |
| 9        | Michael Dell          | $19,1 milliárd | 46      | USA             | Dell                              |
| 10       | Kenneth Thomson       | $16,1 milliárd | 77      | CAN             | The Thomson Corporation           |

## A leggazdagabb milliárdosok országonként
A Forbes 2024-es világmilliárdosai listájának rekordszámú 2781 tagja a világ 78 országából vagy területéről származott.
Frissítve: 2024. március
| Ország                    | Név                                       | Nettő vagyon (milliárd USD) | #    | Vagyon forrása                | Milliárdosok száma |
| ------------------------- | ----------------------------------------- | --------------------------- | ---- | ----------------------------- | ------------------ |
| Algéria                   | Íszad Rebráb és családja                  | 2,5                         | 1330 | élelmiszer                    | 1                  |
| Amerikai Egyesült Államok | Elon Musk                                 | 195                         | 2    | Tesla, SpaceX                 | 813                |
| Argentína                 | Marcos Galperin                           | 6,3                         | 453  | e-kereskedelem                | 5                  |
| Ausztrália                | Gina Rinehart                             | 30,8                        | 56   | bányászat                     | 48                 |
| Ausztria                  | Mark Mateschitz                           | 39,6                        | 31   | Red Bull                      | 9                  |
| Banglades                 | Muhammed Aziz Khan                        | 1,1                         | 2544 | energia                       | 1                  |
| Barbados                  | Rihanna                                   | 1,4                         | 2152 | zene, kozmetika               | 1                  |
| Belgium                   | Eric Wittouck                             | 8,5                         | 298  | befektetés                    | 10                 |
| Belize                    | Kenneth Dart                              | 4,7                         | 660  | befektetés                    | 1                  |
| Brazília                  | Eduardo Saverin                           | 28                          | 60   | Facebook                      | 69                 |
| Bulgária                  | Georgi Domuszcsiev, Kiril Domuszcsiev     | 2,1                         | 1545 | befektetés, állat eü.         | 2                  |
| Chile                     | Iris Fontbona és családja                 | 25,7                        | 75   | bányászat                     | 6                  |
| Ciprus                    | Vinod Adani                               | 23                          | 88   | Infrastruktúra, áruk          | 10                 |
| Csehország                | Renáta Kellnerová és családja             | 18                          | 104  | pénzügy, telekommunikáció     | 11                 |
| Dánia                     | Anders Holch Povlsen                      | 12,5                        | 159  | Divatáru kiskereskedelem      | 9                  |
| Dél-afrikai Köztársaság   | Johann Rupert és családja                 | 12.2                        | 162  | Luxuscikkek                   | 6                  |
| Dél-Korea                 | I Dzsejong                                | 11,5                        | 173  | Samsung                       | 36                 |
| Egyesült Arab Emírségek   | Pavel Durov                               | 15,5                        | 122  | Üzenetküldő alkalmazás        | 4                  |
| Egyesült Királyság        | Michael Platt                             | 18                          | 104  | Fedezeti alapok               | 55                 |
| Egyiptom                  | Nászef Szávírisz                          | 8,8                         | 287  | Építés, befektetés            | 5                  |
| Észtország                | Kristo Käärmann                           | 2,2                         | 1496 | banki tevékenységek           | 1                  |
| Finnország                | Antti Herlin                              | 4                           | 784  | Liftek, mozgólépcsők          | 7                  |
| Franciaország             | Bernard Arnault és családja               | 233                         | 1    | LVMH                          | 53                 |
| Fülöp-szigetek            | Manuel Villar                             | 11                          | 190  | ingatlan                      | 16                 |
| Görögország               | Maria Angelikúszisz                       | 6,4                         | 432  | Hajózás                       | 10                 |
| Grúzia                    | Miheil Lomtadze                           | 5,2                         | 581  | Fintech                       | 2                  |
| Guernsey                  | Stephen Lansdown                          | 2,6                         | 1286 | pénzügyi szolgáltatások       | 1                  |
| Hollandia                 | Charlene de Carvalho-Heineken és családja | 14,1                        | 132  | Heineken                      | 14                 |
| Hongkong                  | Léj Ká-szing                              | 37,3                        | 38   | vegyes                        | 67                 |
| Horvátország              | Vaszilij Aniszimov                        | 1,7                         | 1851 | ingatlan                      | 1                  |
| India                     | Mukesh Ambani                             | 116                         | 9    | vegyes                        | 200                |
| Indonézia                 | Pangesztu Pracsoko                        | 43,4                        | 27   | Petrolkémia, energia          | 35                 |
| Izland                    | Björgólfur Thor Björgólfsson              | 2,1                         | 1545 | befektetések                  | 1                  |
| Izrael                    | Eyal Ofer                                 | 24                          | 84   | ingatlan, hajózás             | 36                 |
| Írország                  | Shapoor Mistry                            | 9.9                         | 228  | vegyes                        | 11                 |
| Japán                     | Janai Tadasi és családja                  | 42,8                        | 29   | Divatáru kiskereskedelem      | 41                 |
| Kanada                    | David Thomson és családja                 | 67,8                        | 22   | média                         | 67                 |
| Katar                     | Hamad bin Dzsászim bin Dzsaber esz-Szání  | 1,8                         | 1764 | befektetés                    | 2                  |
| Kazahsztán                | Vjacseszlav Kim                           | 5,8                         | 511  | Fintech                       | 6                  |
| Kína                      | Csung Sansan                              | 62,3                        | 24   | ital, gyógyszer               | 406                |
| Kolumbia                  | David Vélez és családja                   | 10,8                        | 199  | Fintech                       | 4                  |
| Lengyelország             | Michał Sołowow                            | 6.9                         | 398  | befektetések                  | 8                  |
| Libanon                   | Nadzsíb Míkáti, Taha Míkáti               | 2,8                         | 1187 | Telecom                       | 6                  |
| Liechtenstein             | Christoph Zeller                          | 1,5                         | 2046 | Fogászati anyagok             | 1                  |
| Luxemburg                 | Michael Gans és családja                  | 1,1                         | 2544 | Ellátási lánc szolgáltatások  | 1                  |
| Magyarország              | Mészáros Lőrinc                           | 1,7                         | 1851 | vegyes                        | 5                  |
| Malajzia                  | Robert Kuok                               | 11,4                        | 176  | pálma olaj, hajózás, ingatlan | 17                 |
| Marokkó                   | Azíz Ahanús és családja                   | 1,7                         | 1851 | kőolaj, vegyes                | 2                  |
| Mexikó                    | Carlos Slim és családja                   | 102                         | 14   | Telecom                       | 22                 |
| Monaco                    | Stefano Pessina                           | 6,9                         | 398  | gyógyszertárak                | 3                  |
| Nepál                     | Binod Chaudhary                           | 1,8                         | 1764 | vegyes                        | 1                  |
| Németország               | Klaus Michael Kuehne                      | 39,2                        | 32   | Hajózás                       | 132                |
| Nigéria                   | Aliko Dangote                             | 13,4                        | 144  | Cement, cukor                 | 4                  |
| Norvégia                  | Ivar Tollefsen                            | 8,3                         | 308  | ingatlan                      | 12                 |
| Olaszország               | Giovanni Ferrero                          | 43,8                        | 26   | Nutella, csokoládé            | 73                 |
| Omán                      | Bí. N. Sz. Mínún                          | 2,8                         | 1187 | ingatlan                      | 2                  |
| Oroszország               | Vagit Alekperov                           | 28,6                        | 59   | olaj                          | 120                |
| Örményország              | Ruben Vardanjan és családja               | 1,1                         | 2544 | befektetés, banki ügyletek    | 1                  |
| Panama                    | Stanley Motta                             | 1,1                         | 2544 | pénzügy                       | 1                  |
| Portugália                | Maria Fernanda Amorim és családja         | 5.7                         | 522  | befektetések, energia         | 1                  |
| Románia                   | Daniel Dines                              | 2,7                         | 1238 | Szoftver                      | 6                  |
| Saint Kitts és Nevis      | Myron Wentz                               | 1,3                         | 2287 | eü-termékek                   | 1                  |
| Spanyolország             | Amancio Ortega                            | 103                         | 13   | Zara                          | 29                 |
| Svájc                     | Gianluigi Aponte, Rafaela Aponte-Diamant  | 33,1                        | 48   | Hajózás                       | 41                 |
| Svédország                | Stefan Persson                            | 16,6                        | 110  | H&M                           | 43                 |
| Szingapúr                 | Li Hsziting                               | 15,1                        | 126  | orvosi eszközök               | 39                 |
| Szlovákia                 | Jaroslav Haščák és családja               | 1,8                         | 1764 | befektetések                  | 2                  |
| Szváziföld                | Nathan Kirsh                              | 7,2                         | 373  | Kiskereskedelem, ingatlan     | 1                  |
| Tajvan                    | Barry Lam                                 | 11                          | 190  | elektronika                   | 51                 |
| Tanzánia                  | Mohammed Dewji                            | 1.8                         | 1764 | vegyes                        | 1                  |
| Thaiföld                  | Dhanin Chearavanont                       | 12.5                        | 159  | vegyes                        | 26                 |
| Törökország               | Murat Ülker                               | 5.1                         | 597  | élelmiszer                    | 27                 |
| Ukrajna                   | Rinat Ahmetov                             | 4                           | 784  | acél, szén                    | 5                  |
| Uruguay                   | Sergio Fogel, Andres Bzurovski Bay        | 1,1                         | 2544 | Fintech                       | 2                  |
| Új-Zéland                 | Graeme Hart                               | 10,4                        | 213  | Csomagolás                    | 4                  |
| Venezuela                 | Juan Carlos Escotet                       | 4,4                         | 711  | bank                          | 1                  |
| Vietnám                   | Pham Nhat Vuong                           | 4,4                         | 711  | vegyes                        | 6                  |
| Zimbabwe                  | Strive Masiyiwa                           | 1,8                         | 1764 | Telecom                       | 1                  |

## A leggazdagabbak magyarok listája

##### 2024
A Forbes 2024-ben is összeállította az ötven leggazdagabb magyart bemutató listáját. Mészáros Lőrinc egybillió forint felett volt, Tiborcz István vagyona duplázódott. 2024 végén 8,5 billió forint összpontosult az ötven leggazdagabb magyar kezében. A 20 leggazdagabb magyar a kiadvány számításai alapján:
| #  | Név                         | Vagyon (milliárd forint) | Főbb érdekeltségek |
| -- | --------------------------- | ------------------------ | --- |
| 1  | Mészáros Lőrinc             | 1241,8                   | Opus Global Nyrt., Opus Titász Zrt., Opus Tigáz Zrt., Talentis Group Zrt., Talentis Agro Zrt., Mészáros és Mészáros Zrt., Magyar Bankholding Zrt. |
| 2  | Csányi Sándor               | 648,8                    | OTP Bank Nyrt., Bonafarm csoport, Budai Egészségközpont                                                                                           |
| 3  | Felcsuti Zsolt              | 487,4                    | MPF Holding |
| 4  | Veres Tibor                 | 473,3                    | Wallis Csoport, AutoWallis, Wing, Graboplast, Praktiker                                                                                           |
| 5  | Gattyán György              | 364,2                    | Docler Holding, Jasmin.com |
| 6  | Szíjj László                | 333,3                    | Duna Aszfalt |
| 7  | Jellinek Dániel             | 297,3                    | Indotek Group, Appeninn Nyrt. |
| 8  | Széles Gábor                | 228,6                    | Videoton, Műszertechnika, Ikarus, Magyar Hírlap                                                                                                   |
| 9  | Garancsi István             | 226.2                    | Market Építő, Szinva, Las Vegas kaszinók, Fehérvár FC                                                                                             |
| 10 | Demján Sándorné és családja | 225,2                    | Gránit Pólus |
| 11 | Rahimkulov Ruszlán          | 178,1                    | Kafijat Zrt., East-West Intermodális Logisztikai Zrt.                                                                                             |
| 12 | Scheer Sándor               | 171,5                    | Market Építő Zrt., Progress Étteremhálózat Kft. (a hazai McDonald’s-ok üzemeltetője)                                                              |
| 13 | Bárány László és családja   | 163                      | Master Good csoport, Sága |
| 14 | Futó Gábor                  | 156,1                    | Futureal, Cordia, HelloParks |
| 15 | Tiborcz István              | 151,1                    | BDPST Zrt., Gránit Bank, Waberer’s |
| 16 | Száraz István               | 147,2                    | Dry Real Estate Zrt., Magyar Bankholding |
| 17 | Lakatos Sándor              | 139,1                    | Videoton, Bravogroup, Lupa Beach |
| 18 | Wáberer György              | 136,3                    | High Yield Zrt., Waberer Medical Center |
| 19 | Jászai Gellért              | 133,8                    | 4iG |
| 20 | Rahimkulov Timur            | 132,9                    | MGTR Alliance Kft. |

##### 2020
| #  | Név                         | Vagyon (milliárd forint) | Főbb érdekeltségek                                                                      |
| -- | --------------------------- | ------------------------ | --------------------------------------------------------------------------------------- |
| 1  | Mészáros Lőrinc             | 479,4                    | Opus Global, Mészáros és Mészáros, R-Kord, Talentis Group, Takarékbank, MKB, TV2, Tigáz |
| 2  | Csányi Sándor               | 393,4                    | OTP, Bonafarm (Pick, Herz, Mizo), CD Hungary                                            |
| 3  | Veres Tibor                 | 258,6                    | Wing, Wallis, Share Now, Praktiker, Alteo                                               |
| 4  | Rahimkulov Timur            | 257                      | OTP, Mol                                                                                |
| 5  | Felcsuti Zsolt              | 246,1                    | MPF Holding (FÉG, Widenta, Clarflex, Borovi)                                            |
| 6  | Gattyán György              | 245,6                    | Docler Holding (Jasmin.com)                                                             |
| 7  | Rahimkulov Ruszlán          | 240                      | OTP, Mol                                                                                |
| 8  | Demján Sándorné és családja | 214,3                    | Gránit Pólus (Westend)                                                                  |
| 9  | Szíjj László                | 184,8                    | Duna Aszfalt (Vakond-cégek, Közgép)                                                     |
| 10 | Széles Gábor                | 146                      | Műszertechnika, Videoton Holding, Ikarus, Magyar Hírlap                                 |

##### 2016
| #  | Név            | Vagyon (milliárd Ft) | #  | Név                              | Vagyon (milliárd Ft) | #  | Név                     | Vagyon (milliárd Ft) |
| -- | -------------- | -------------------- | -- | -------------------------------- | -------------------- | -- | ----------------------- | -------------------- |
| 1  | Csányi Sándor  | 283,1                | 12 | Lakatos Péter                    | 71,3                 | 23 | Varga Zoltán            | 41,4                 |
| 2  | Bige László    | 182,1                | 13 | Sinkó Ottó                       | 71,3                 | 24 | Varga Károly            | 40,6                 |
| 3  | Demján Sándor  | 176,1                | 14 | Leisztinger Tamás                | 65,3                 | 25 | Dunai György            | 38,2                 |
| 4  | Gattyán György | 173,2                | 15 | Kertész Attila és Kertész Viktor | 65,1                 | 26 | Pap Géza                | 36,5                 |
| 5  | Széles Gábor   | 136,8                | 16 | Simicska Lajos                   | 55,8                 | 27 | Szatmári Zoltán         | 36,3                 |
| 6  | Szijj László   | 119,3                | 17 | Bárány László                    | 55,1                 | 28 | Mészáros Lőrinc         | 35,4                 |
| 7  | Veres Tibor    | 109,3                | 18 | Futó Péter                       | 54                   | 29 | Emőri Gábor             | 33,4                 |
| 8  | Felcsuti Zsolt | 100                  | 19 | Nyúl Sándor                      | 46,2                 | 30 | Harsányi Zsolt          | 29,5                 |
| 9  | Kasza Lajos    | 81,7                 | 20 | Garancsi István                  | 45,8                 | 31 | Majoros Béla            | 28,6                 |
| 10 | Wáberer György | 79,3                 | 21 | Vajna András                     | 44,9                 | 32 | Kenyeres Imre és Zoltán | 27,9                 |
| 11 | Rákosi Tamás   | 78                   | 22 | Szabó Miklós                     | 43,7                 | 33 | Polony István           | 27,4                 |